# Furazabol
Furazabol ist ein Derivat des anabolen Steroids Stanozolol. Es unterscheidet sich von Stanozolol durch eine ringförmige Furazan-Gruppe (Oxadiazol) anstatt der Pyrazol-Gruppe. Furazabol wurde in Japan unter der ehemals von der Daiichi Seiyaku K.K. eingetragenen Handelsbezeichnung Miotolan vertrieben, ist aber inzwischen außer Vertrieb.
Die Einnahmedauer von Furazabol soll wegen seiner Lebertoxizität auf 6 bis 8 Wochen begrenzt werden. Das Steroid wird von Athleten in der Leichtathletik und im Bodybuilding zur Leistungssteigerung verwendet. Die Einnahme von Furazabol ist bis zu 14 Tagen nach der Einnahme nachweisbar. Gemäß der Dopingmittel-Mengen-Verordnung vom 8. Juli 2016 sind 100 mg Furazabol als „nicht geringe Menge“ anzusehen.